# Lattina

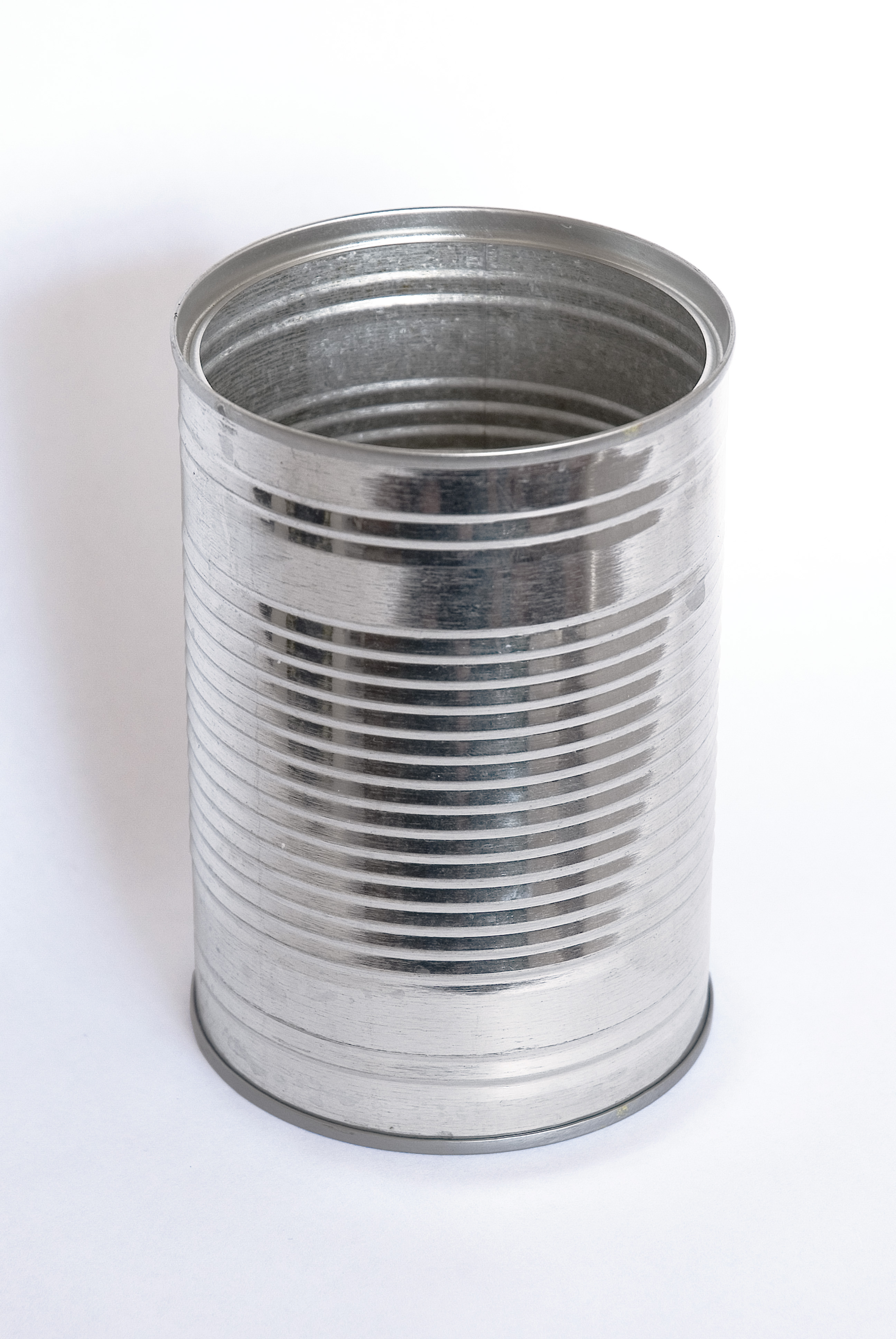
Una lattina vuota e senza etichetta del tipo a tre pezzi in latta

La lattina è un contenitore a tenuta ermetica tipicamente non richiudibile che può essere costituito di diversi materiali metallici come alluminio o lamiera di ferro stagnata. La lamiera di ferro stagnata, detta anche latta, è stato il primo materiale utilizzato e da ciò deriva il nome italiano.

## Storia

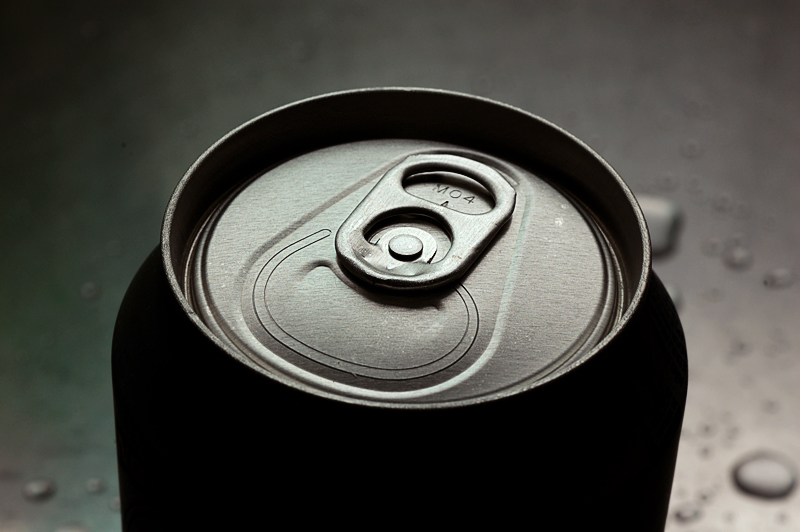
Particolare del coperchio con il sistema di apertura, introdotto nel 1975, mediante il quale la linguetta rimane attaccata alla lattina dopo l'apertura, evitandone la dispersione nell'ambiente.

Attorno alla fine del XVIII secolo l'inglese Bryan Donkin sperimentò l'impiego della latta per la realizzazione di scatole per la conservazione di alimenti e nel 1810 Peter Durand, inventore inglese, registrò un brevetto per scatole di latta. Nello stesso periodo alcuni impresari inglesi introdussero la conservazione di cibi in scatola anche negli Stati Uniti: Thomas Kensett (nel 1812 a New York) e William Underwood (nel 1817 a Boston) avviarono le prime industrie di conserve alimentari, impiegando però scatolette di importazione britannica. Solo nel 1825 lo stesso Thomas Kensett registrò un brevetto per la produzione di scatole di latta negli Stati Uniti, ma le prime fabbriche di lamiera stagnata non furono aperte che nel 1870 a Cincinnati e Chicago. In Italia, nonostante la produzione di alimenti conservati in scatole di latta avesse avuto inizio già nel 1856 ad opera di Francesco Cirio a Torino, la produzione locale di scatole di latta fu avviata solo nel 1890 da Luigi Origoni a Milano.
Inizialmente la lattina era principalmente utilizzata per la conservazione di prodotti alimentari; l'elevato costo di produzione rendeva il cibo così trattato un lusso ma anche una preziosa risorsa logistica per usi militari in quanto mitigava il problema di sempre di ogni esercito, cioè il rifornimento di vettovaglie. Alla metà del XIX secolo inizio una lenta ma radicale trasformazione delle modalità di distribuzione e commercializzazione delle merci alimentari e non, sostituendo la millenaria cessione di prodotto sfuso con l'offerta di prodotti preconfezionati. Le lattine furono quindi utilizzate per una gamma sempre più ampia di prodotti, anche non alimentari. Nel 1957 vennero introdotte le prime lattine in alluminio, che ebbero subito grande successo in quanto questo materiale è più malleabile, offre la stessa resistenza alla corrosione della latta ma è più leggero.

## Tecnica

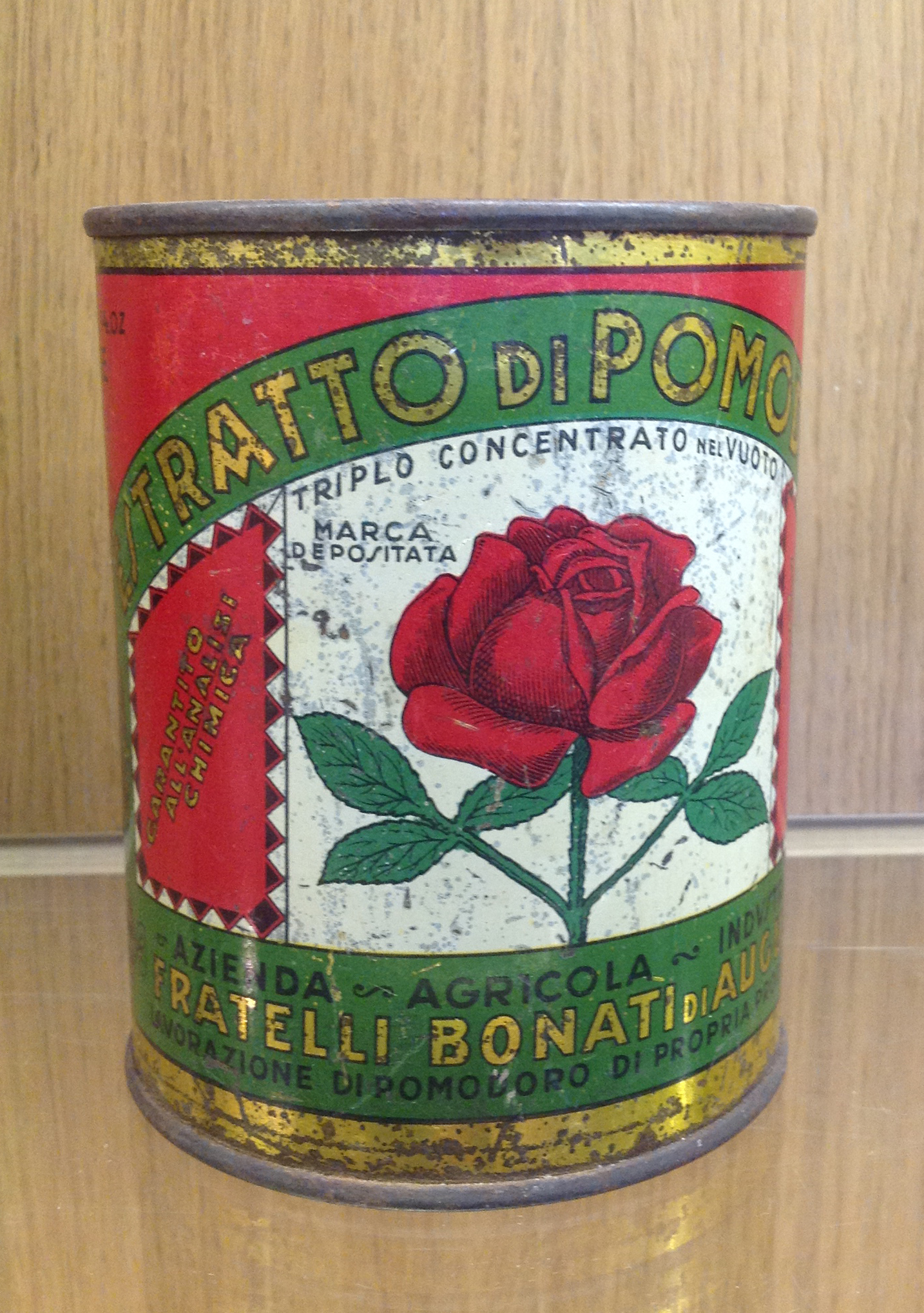
Lattina per conserva di pomodoro

Una moderna lattina di birra del tipo a 2 pezzi in alluminio

Tipicamente una lattina in latta o d'acciaio è composta da tre pezzi con il corpo a sezione cilindrica o rettangolare, costituito da un parallelepipedo di lamiera ripiegato e chiuso da una saldatura oppure tramite aggraffatura, ed il coperchio ed il fondo applicati sempre tramite aggraffatura. La lattina di alluminio, generalmente utilizzata per le bibite o i prodotti spray, è composta da due soli pezzi; il corpo cilindrico ed il fondo si ottengono tramite imbutitura, il coperchio stampato è applicato tramite aggraffatura.
Le metodologie di lavorazione dell'alluminio si sono man mano evolute arrivando a costruire contenitori robusti e resistenti capaci di mantenere pressioni elevate con solo 13 grammi di alluminio (una normale lattina contenente una bibita gassata da 33 cl.). 
Attorno al penultimo decennio del XX secolo la tradizionale lattina in latta o acciaio è stata rivitalizzata dalla diffusione dell'apertura a strappo, prima esclusiva delle lattine in alluminio, e dal rivestimento interno in materiale plastico a base di Bisfenolo A. Quest'ultima evoluzione ha eliminato il rischio di migrazione dello stagno negli alimenti, tuttavia alcuni recenti studi ipotizzano la tossicità di questa famiglia di materie plastiche.
Le lattine, essendo realizzate in materiali metallici, sono facilmente e proficuamente riciclabili.

### Capacità
Prima della Seconda Guerra Mondiale, la birra, negli Stati Uniti d'America, veniva commercializzata in lattine che venivano utilizzate anche per la commercializzazione dei piselli. Queste lattine avevano come volume 12 once di fluido. Quando negli anni '50 del XX secolo fu introdotta la lattina "a due pezzi" il volume 12 once di fluido fu mantenuto. Negli Stati Uniti d'America lo standard divenne 12 once = 355ml, in Europa, invece fu fatto un arrotondamento a 333ml per adeguarsi al Litro (333ml = un terzo di litro).